# Drago Gabrić
Drago Gabrić (* 4. Juli 1986 in Split, SFR Jugoslawien) ist ein kroatischer Fußballspieler.
Der Mittelfeldspieler ist der Sohn von Tonči Gabrić.

## Laufbahn
Noch in der Jugend des kroatischen Traditionsvereins Hajduk Split entschloss sich Gabrić zum Wechsel nach Omiš und wurde dort Stammspieler in der dritten kroatischen Liga. Anschließend erhielt er seinen ersten Profivertrag bei seinem Heimatverein Hajduk, ging aber zunächst für ein halbes Jahr auf Leihbasis zum NK Solin in die zweite Liga Kroatiens und anschließend ebenfalls auf Leihbasis zum Ligakonkurrenten NK Novalja. Ab Juli 2006 stand er im Kader der ersten Mannschaft Hajduks, am 16. September 2006 wurde er zum ersten Mal in der ersten kroatischen Liga eingesetzt, am 17. März 2007 gelang ihm der erste Treffer. Zur Spielzeit 2009/10 wechselte Gabrić zum türkischen Erstligaklub Trabzonspor.
International spielte er erstmals am 19. Juli 2007 im UEFA-Pokal 2007/08. Am 1. April 2009 wurde er zum ersten Mal in das Aufgebot der kroatischen Fußballnationalmannschaft berufen, am 14. November 2009 bestritt er sein erstes Länderspiel.
Bei einem Verkehrsunfall in der Nähe von Split am 23. Mai 2011 wurde Gabrić schwer verletzt.
Nach erfolgreicher Rehabilitation kehrte er im September 2011 zu Hajduk Split zurück. In der Saison 2011/12 bestritt er zehn Ligaspiele und erzielte ein Tor.
Im Juli 2012 wechselte Gabrić zu HNK Rijeka. In der ersten Saison kam er auf zwölf Einsätze ohne Torerfolg. Von Juli 2013 bis Juni 2014 wurde er an den slowenischen Erstligisten NK Domžale verliehen. Dort absolvierte er 17 Spiele und erzielte ein Tor.
Im Januar 2015 folgte eine weitere Leihe von Rijeka zu NK Zadar in die kroatische 1. HNL. In 13 Einsätzen gelangen ihm zwei Treffer. Nach dem Ende der Leihe wechselte Gabrić im November 2015 zum slowenischen Erstligisten FC Koper. Der Vertrag lief zunächst bis zum Saisonende mit Option auf Verlängerung, wurde jedoch nur bis Juni 2016 ausgedehnt. Gabrić kam lediglich auf fünf Einsätze ohne Torerfolg.
Im Januar 2017 setzte Gabrić seine Karriere in der kroatischen 3. HNL Jug bei NK Junak Sinj fort. In anderthalb Jahren erzielte er in 23 Spielen sieben Tore. Im Januar 2018 wechselte er zu RNK Split in derselben Liga. Die Saison 2018/19 wurde zu seiner erfolgreichsten in den unteren Ligen: In 43 Spielen erzielte Gabrić 31 Tore und wurde Torschützenkönig der 3. HNL Jug.
Seit 2019 spielt Gabrić für NK Zagora Unešić in der 3. HNL Jug. Parallel ist er auch im Futsal aktiv. In der Saison 2024/25 bestritt er 47 Spiele und erzielte 20 Tore.

### Nationalmannschaft
Für die kroatische Nationalmannschaft absolvierte Gabrić zwischen 2009 und 2010 fünf Länderspiele und erzielte ein Tor. Sein einziger Treffer gelang im Mai 2010 beim 2:0-Sieg gegen Wales in Osijek.